# Смирновка (Хакасия)
Смирновка — деревня в Алтайском районе Хакасии, расположена в 32 км к югу от райцентра — села Белый Яр, в степной зоне.
Рядом озеро Лунхель. Расстояние до ближайшей ж.-д. ст. — 57 км, аэропорта г. Абакан — 77 км.
Число хозяйств — 74, нас. — 228 чел. (01.01.2004), в том числе русские, хакасы, украинцы, мордва, чуваши, белорусы.

## История
Смирновка была основана в 1912 переселенцами с Украины, из Белоруссии, Самарской губернии. Первоначальное название — Борки (от Бор — лес). Позднее была переименована в д. Смирновку — в честь ссыльного революционера Смирнова. В 1927 образован колхоз «Красный пролетариат». В 70-х гг. 20 в. объединен с совхозом «Краснопольский» (с 1992 — АОЗТ «Краснопольское»). С 1998 относится к ГПЗ «Новороссийское» (племовцесовхоз).
В селе имеется нач. школа, детский сад, клуб, памятник погибшим в годы Вел. Отеч.войне односельчанам.

## Население
| 2002 | 2010 | 2013 |
| ---- | ---- | ---- |
| 223  | ↗226 | ↘207 |